# Refrontolo
Refrontolo ist eine nordostitalienische Gemeinde (italienisch comune) mit 1708 Einwohnern (Stand 31. Dezember 2023) in der Provinz Treviso in Venetien. Die Gemeinde liegt etwa 28,5 Kilometer nordnordwestlich von Treviso.

## Geschichte
Vermutlich handelt es sich um eine langobardische Gründung aus dem 10. Jahrhundert. 1075 wird der Ort erstmals urkundlich erwähnt. 

## Weinbau
Der Colli di Conegliano Refrontolo passito ist ein Wein, der hier angebaut wird.

## Sehenswürdigkeiten
Molinetto della Croda: Die historische Mühle stammt aus dem 17. Jahrhundert und war bis 1953 in Betrieb. Nach Jahren, in denen sie unbewohnt war und verwahrloste, begann man, sie zu restaurieren und originalgetreu wieder aufzubauen. Im Jahr 1991 ging die alte Mühle in den Besitz der Gemeinde Refrontolo über und ist heute ein beliebtes Ausflugsziel für Schulklassen und Touristen.

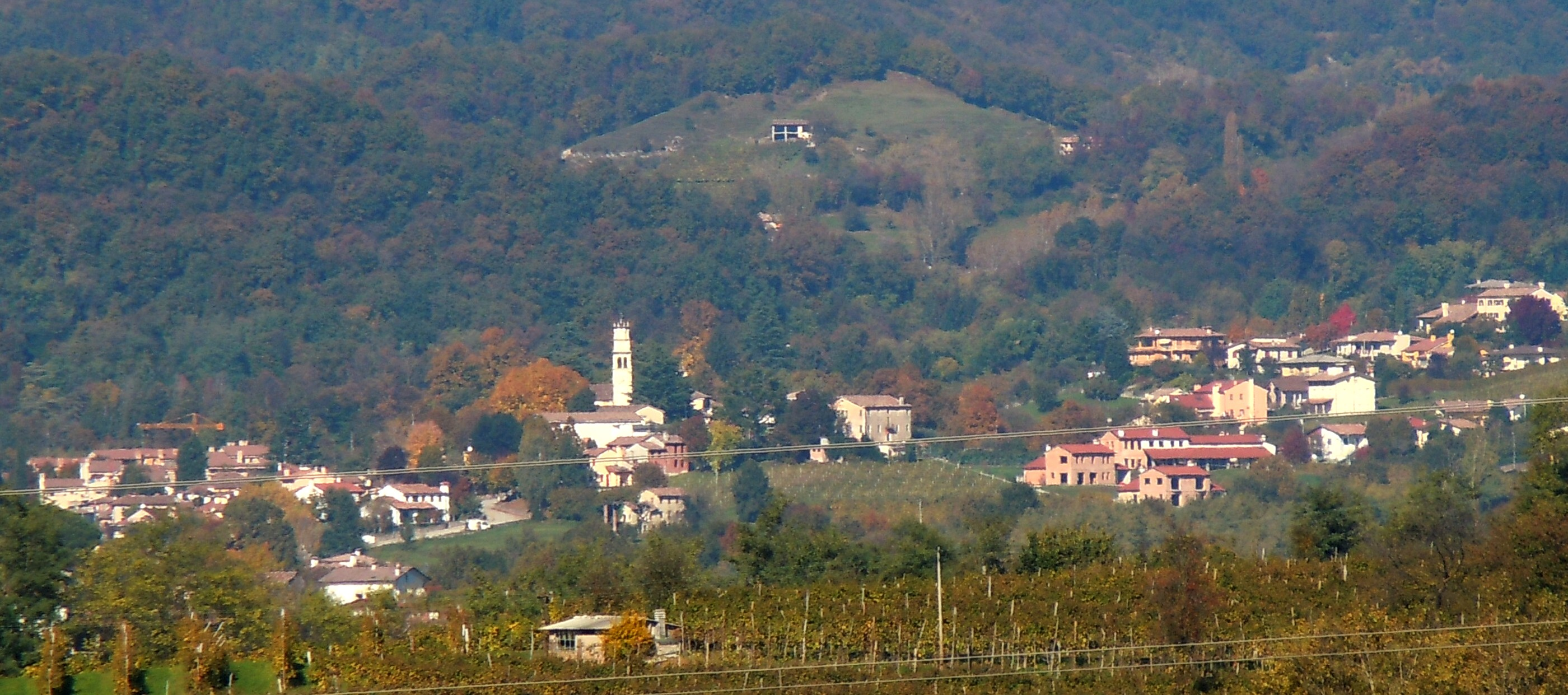
Blick auf Refrontolo von Süden
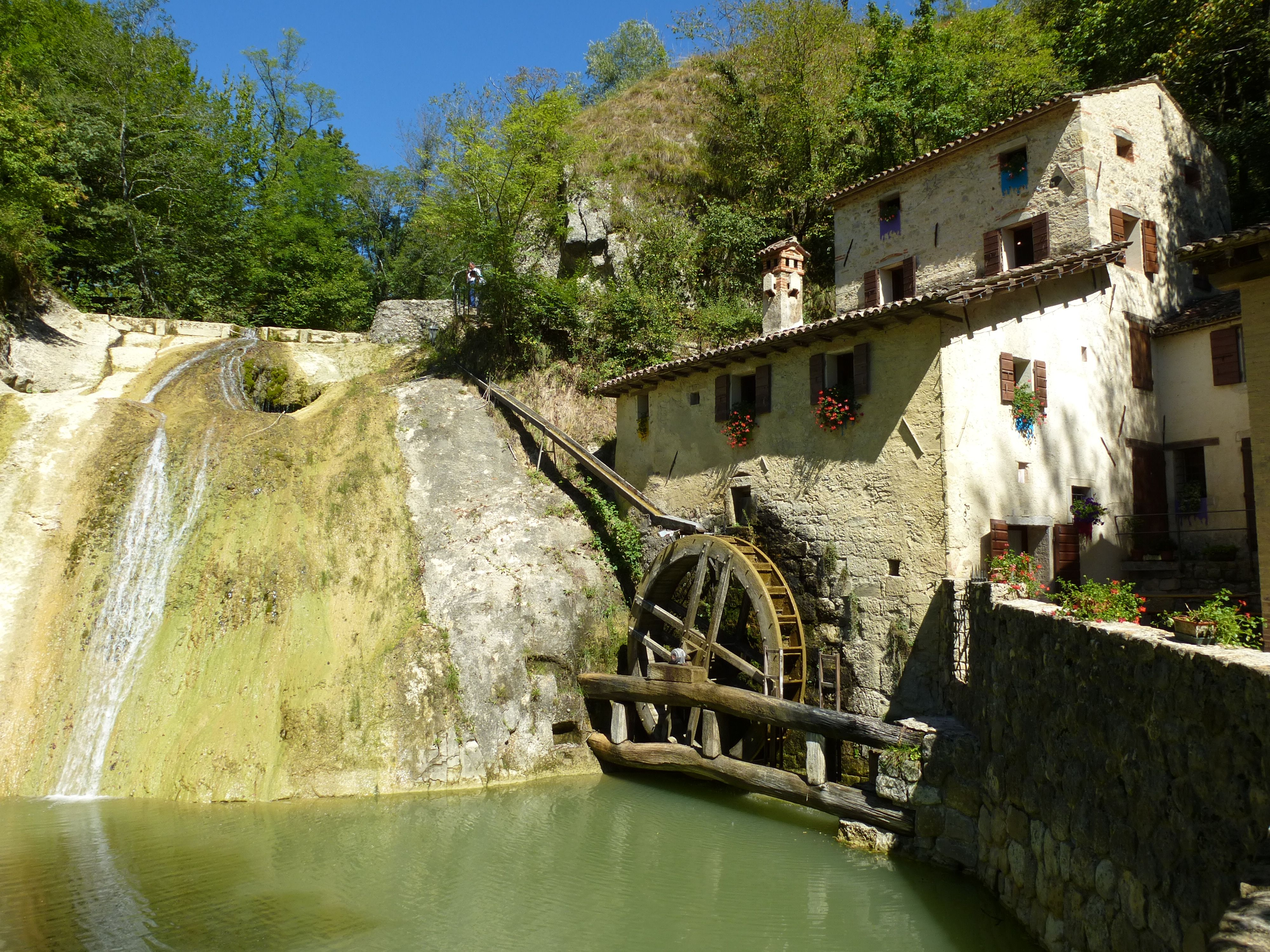
Molinetto della Croda